# In Justice
In Justice es un programa policial procesal de la televisión estadounidense creado por Michelle King y Robert King. La serie comenzó a emitirse el domingo 1 de enero de 2006 en ABC como reemplazo de la temporada media y asumió su horario y noche regular el viernes 6 de enero de 2006 a las 9 p. m., hora del Este. Terminó después de su corrida de 13 episodios el 31 de marzo de 2006. La serie fue transmitida simultáneamente en Canadá en CTV. En el Reino Unido, In Justice se emitió en UKTV Gold a partir del 17 de septiembre de 2006 y posteriormente se repitió en ABC1 en 2007.
El 16 de mayo de 2006, ABC canceló la serie.

## Premisa
In Justice se centra en la liberación de delincuentes condenados injustamente. Kyle MacLachlan (de Twin Peaks) protagoniza el papel de David Swain, un abogado rico y exitoso que dirige una organización de alto perfil llamada Proyecto Nacional de Justicia (National Justice Project) (comúnmente abreviado como "NJP") en el Área de la Bahía de San Francisco, junto con su investigador principal, el exdetective Charles Conti (retratado por Jason O'Mara). Los miembros del Proyecto Nacional de Justicia trabajan pro-bono para anular las condenas injustas, liberar a los acusados falsamente y descubrir la identidad de aquellos a quienes realmente hay que culpar. Aunque el NJP es ficticio, hay organizaciones que examinan casos que involucran a personas que pueden haber sido condenadas injustamente (por ejemplo, el Proyecto Inocencia).
Cada nuevo episodio comienza con "lo que el jurado creyó", generalmente una escena en la que la persona que fue condenada injustamente comete el crimen. A lo largo del programa, David y Carlos desentrañan muchas pistas sobre cómo y por qué la persona que están tratando de exonerar fue condenada en primer lugar.
Cada episodio gira en torno a casos separados y aborda las diversas razones del error judicial. El progreso de la exposición depende menos de los famosos pero en gran medida ficticios procedimientos forenses utilizados en la franquicia de CSI y otras exposiciones de procedimiento. En algunos episodios "CSI-ficción" se menciona como una descripción del teatro y la inexactitud, y a veces la falsificación de la tecnología forense.
La serie trata de algunos subtramas. El más prominente es el remordimiento de Conti de su tiempo como oficial de policía, cuando causó el suicidio de un sospechoso inocente al coaccionarlo para que confesara el asesinato de su familia, y cómo eso lo obsesiona con la limpieza de los injustamente condenados. Otros subtramas se refieren a la incómoda relación de Swain con sus colegas judiciales y los intentos del fiscal de distrito de desacreditarlo, las motivaciones personales de Sonya para despejar a los condenados injustamente -su hermano es uno de ellos- y las reservas y dudas de Brianna sobre algunos de los casos.

## Elenco
| Actor            | Papel          |
| ---------------- | -------------- |
| Jason O'Mara     | Charles Conti  |
| Kyle MacLachlan  | David Swain    |
| Constance Zimmer | Brianna        |
| Marisol Nichols  | Sonya Quintano |
| Daniel Cosgrove  | Jon Lemonick   |
| Tim Guinee       | Richard Rocca  |

## Episodios
El episodio "furtivo" del programa se emitió el 1 de enero de 2006, mientras que el piloto de la serie original se emitió el 6 de enero de 2006. Según Variety, el programa ganó su franja horaria el 1 de enero al aire libre y terminó segundo en su franja horaria del 6 de enero, esta última ligeramente por detrás de Close to Home de CBS. El octavo episodio, "The Public Burning", quedó en segundo lugar después de la cobertura de los Juegos Olímpicos de Invierno por parte de la NBC.
El equipo logra exculpar a un condenado en cada episodio, excepto en "The Public Burning", donde la justicia fracasa y un hombre con discapacidad mental leve es ejecutado minutos antes de que se revele la verdad (aunque no está claro si el equipo fue capaz de exponer al asesino, ya que Conti se enfrenta al asesino en su casa).

## Fechas de emisión internacionales
| País                            | Red(es) de televisión                  | Estreno de la serie                           | Horario semanal                                                                | Título alternativo                  |
| ------------------------------- | -------------------------------------- | --------------------------------------------- | ------------------------------------------------------------------------------ | ----------------------------------- |
| Estados Unidos                  | ABC                                    | 1 de enero de 2006                            | Viernes 9:00 PM                                                                |                                     |
| Australia                       | Seven Network 7Two                     | 5 de diciembre de 2006 4 de noviembre de 2009 | - Martes 9:30 PM (dic-ene 2007) - Martes 11:00 PM (Abr 2007) - Lun-Vie 1:00 PM |                                     |
| Canadá                          | CTV                                    | 1 de enero de 2006                            | Viernes 9:00 PM                                                                |                                     |
| Croacia                         | HRT                                    | 11 de enero de 2007                           | Jueves 10:35 PM CET                                                            |                                     |
| República Checa                 | TV NOVA                                | 11 de julio de 2007                           | Miércoles a las 11:00 PM                                                       | Po právu                            |
| Francia                         | TF1                                    | 25 de junio de 2006                           | Dernier recours                                                                |                                     |
| Hungary                         | Viasat 3                               | 6 de abril de 2006                            | Jueves 9:00 PM                                                                 | A törvény jogán Az igazság harcosai |
| Italia                          | Rai Tre                                | 6 de diciembre de 2007                        | Miércoles y jueves a las 10:30 PM                                              |                                     |
| Noruega                         | TV 2 y TV 2 Zebra                      |                                               |                                                                                |                                     |
| Arabia Saudita y el Mundo árabe | Showtime Arabia, TV Land (Subtitulado) | 18 de enero de 2007                           | Jueves a las 8:00 PM                                                           |                                     |
| Reino Unido                     | UKTV Gold ABC1                         | 17 de septiembre de 2006 2007                 |                                                                                |                                     |
| Indonesia                       | Fox Crime                              | 26 de septiembre de 2006 2007                 |                                                                                |                                     |